# Kallieis
Kallieis (in greco Καλλιείς?) è un ex comune della Grecia nella periferia della Grecia Centrale (unità periferica della Focide) con 2 328 abitanti secondo i dati del censimento 2001.
È stato soppresso a seguito della riforma amministrativa, detta Programma Callicrate, in vigore dal gennaio 2011 ed è ora compreso nel comune di Delfi.

## Località
Kallieis è suddiviso nelle seguenti comunità:
- Athanasios Diakos
- Kastriotissa
- Mavrolithari
- Moussounitsa
- Panourgias
- Pyra
- Stromi